# ورم وعائي كرزي
وَرَمٌ وِعَائيٌّ كَرَزِيّ (بالإنجليزية: Cherry hemangioma)، المَعروف أيضًا باسم بُقَع كَامبيل دي مُورْغان، أو وَرَمٌ وِعائيٌّ شَيْخوخِيّ،  هو حَطَاطات حمراء كَرَزية اللون على الجلد تحتوي على تكاثُر غير طبيعي في الأوعية الدموية. وهو النوع الأكثر شيوعًا من الأورام الوعائية. سُمِّي بقع كامبيل دي مورغان بعد جَرّاح القرن التاسع عشر البريطاني كامبل دي مورغان، الذي كان أول من لاحظه ووصفه.
تزداد فرص الإصابة بالورم الوعائي الكرزي مع التقدم في السن.

## الأعراض والعلامات

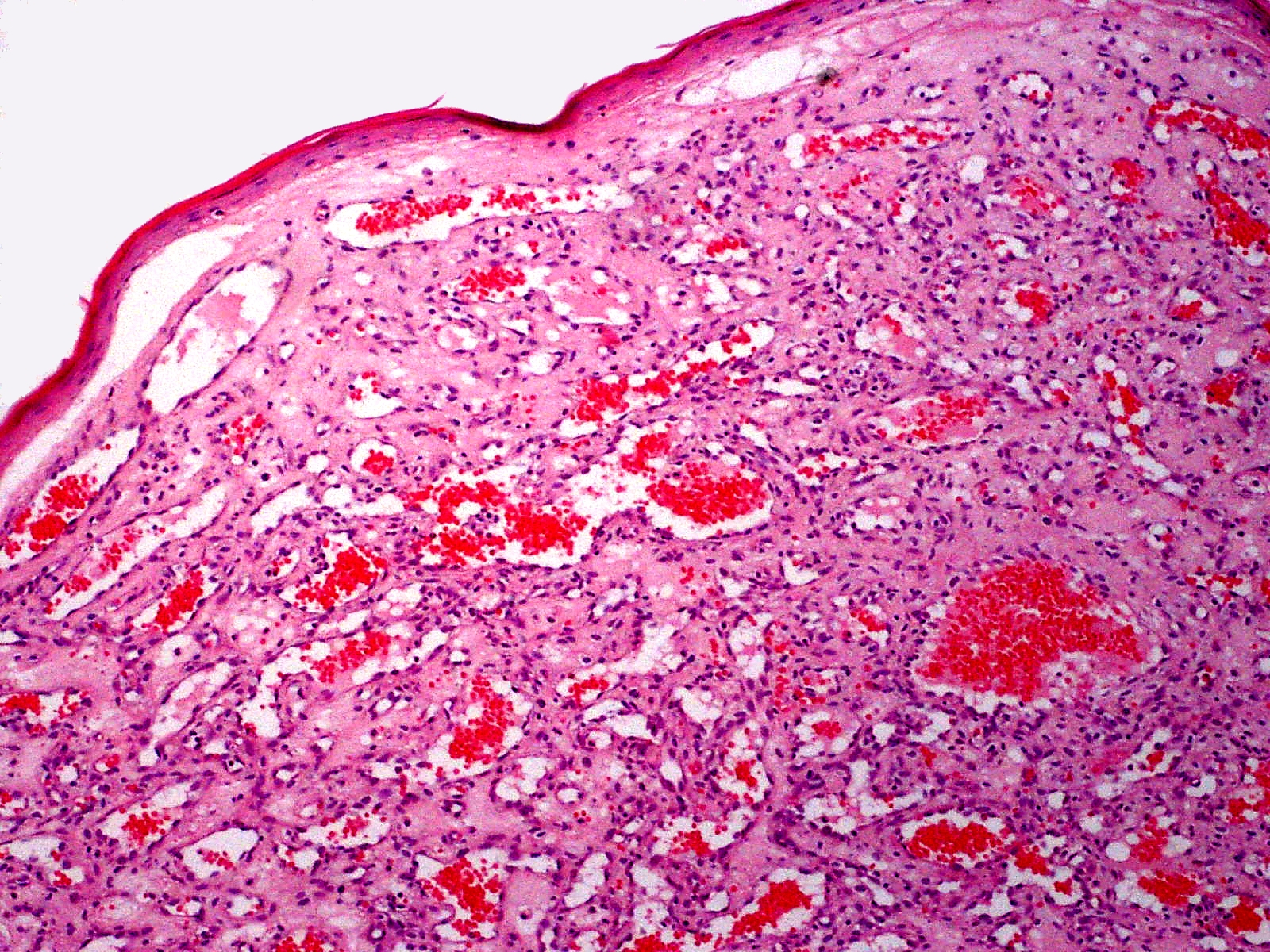
وَرَم وِعائي كَرَزي، صبغة الهيماتوكسيلين والإيوسين

يتكون الورم الوعائي الكرزي من مجموعات من الشعيرات الدموية على سطح الجلد ، مُكوِّنًا قبة دائرية صغيرة ("حطاطة") والتي قد تكون مُسطَّحة. تتراوح في اللون من الأحمر المُشرِق إلى الأرجواني. عند بداية ظهورها، قد تكون فقط عُشْر من الملليمترات في القُطْر وتقريبًا مسطحة، كنقاط حمراء صغيرة. ومع ذلك، فإنها عادة ما تنمو إلى حوالي واحد أو اثنين ملليمتر، وفي بعض الأحيان إلى سنتيمتر أو أكثر في القطر. ومع نموها أكبر، فإنها تميل إلى التوسع في السُّمْك وقد تأخذ شكل قبة مرتفعة ودائرية. تشكل الأورام الوعائية المتعددة المتجاورة  ورم وعائي سليلاني. ولأن الأوعية الدموية المُكوِّنة للورم وعائي قريبة جدا من سطح الجلد، فإنها قد تنزف بغزارة عند الإصابة.
وجدت دراسة أن الغالبية العظمى من الشعيرات الدموية في الأورام الوعائية الكرزية تكون مُنَوْفَذَة بسبب صبغها لنشاط الأنهيدراز الكربوني.

## السبب
تظهر الأورام الوعائية الكرزية بشكل تلقائي في كثير من الناس في منتصف العمر ولكن يمكن أيضًا بشكل أقل شيوعًا أن تحدث في الشباب. ويمكن أيضًا أن يحدث بشكل عنيف في أي سن. ولازال السبب الكامن وراء حدوث الورم الوعائي الكرزي غير مفهوم.
تشير النتائج إلى أن الورم الوعائي الكرزي قد يحدث من خلال اثنين من آليات مختلفة: توليد الأوعية الدموية (تشكيل الأوعية الدموية الجديدة من أوعية دموية سابقة)، وتكوُّن الأوعية (تشكيل جديد تمامًا للأوعية، والذي عادةً ما يحدث أثناء الحياة الجنينية ونمو الجنين).
نُشِرت الدراسة الأولى لمحاولة جلب الضوء إلى الآليات الجزيئية والوراثية وراء الورم الوعائي الكرزي/الشيخوخي في عام 2010. وجدت الدراسة أن مستوى 424 microRNA ينخفص انخفاضًا ملحوظًا في الورم الوعائي الشيخوخي بالمقارنة مع الجلد الطبيعي مما أدى إلى زيادة التعبير الجيني للبروتين MEK1 وcyclin E1. عن طريق تثبيط مير-424 في الخلايا البطانية الطبيعية، يمكن أن نلاحظ نفس زيادة تعبير البروتين MEK1 وcyclin E1 والذي يكون هامًا لحدوث الورم الوعائي الكرزي، وتحفيز تكاثُر الخلايا البطانية. وجدوا أيضًا أن استهداف MEK1 وcyclin E1 بالحمض الريبي النووي أدى إلى انخفاض عددالخلايا البطانية.
من المواد الكيميائية والمركبات التي تسبب حدوث الورم الوعائي الكرزي: غاز الخردل، البروم، والسيكلوسبورين.
وُجدت زيادة كبيرة في كثافة الخلايا البدينة في الأورام الوعائية الكرزية بالمقارنة مع الجلد الطبيعي.

## العلاج
بشكل عام؛ لاتتطلب هذه الآفات علاجًا. أما إذا كان مظهرها غير جيد أوعرضة للنزيف فإنه يمكن إزالتها عن طريق الكي الكهربي، وهو عملية تدمير الأنسجة باستخدام مسبار صغير مع تيار كهربائي يمر به. قد تسبب الإزالة تندُّب. وفي الآونة الأخيرة يتم استخدام العلاج بالليزر الصباغي أو الضوء النبضي المكثف (IPL).
يعتمد مستقبل العلاج على مُثبِّط MEK1 وCyclin E1  والذي يمكن أن يكون خَيَارًا. أحد المثبطات الطبيعية لـMEK1 هو ميريستين

## مآل/تقدُّم المرض
في معظم المرضى، يزداد عدد وحجم الورم الوعائي الكرزي مع التقدم في السن. ولا تكون مؤذية، إذ لا توجد لها علاقة بالسرطان على الإطلاق.

## علم الأوبئة
يحدث الورم الوعائي  الكرزي في جميع الأجناس والخلفيات العرقية وفي كلا الجنسين.

## وصلات خارجية
- Netdoctor UK Dr John Pillinger. GP
- HealthScout
- FPNotebook
- MedSapiens
- eMedicine with picture showing small red dots
- Pereira، José Marcos (2004). "Hemangioma rubi no couro cabeludo". Anais Brasileiros de Dermatologia. ج. 79. DOI:10.1590/S0365-05962004000100010.